# 中国画学研究会
中国画学研究会是二十世纪前期在中国北方地区画界影响较大的一个团体，于1920年由北京画界领军人物金城、周肇祥、贺良朴、陈师曾、陈汉第、萧愻、徐宗浩、徐燕荪、吴镜汀、陶瑢等二十余人发起成立，其中金城、周肇祥、陈师曾等在国民政府任职，故得到民国政府大总统徐世昌的支持，据说曾以庚子赔款的部份退款资助。在西学东渐和新文化运动的风潮下，该会以“精研古法、博采新知”为宗旨，交流切磋、传道授业、出刊办展，致力于国粹的传承与弘扬。
1926年金城去世，而后周肇祥当选会长。金城之子金开藩（潜厂、潜庵）与金城弟子数人在中国画学研究会之外又成立“湖社”画会（金城一号“藕湖”，其弟子中多人名号中含有“湖”字）。两会并非截然分立，会员活动互有穿插，因此湖社画会可视为中国画学研究会之延伸扩大。此时两会拥有会众数百，汇聚了北京地区丹青名家，在1920年代末达于鼎盛。湖社画会的影响逐渐越出北京、渐及天津以及北方其他地区。
进入二十世纪中期（特别是抗战爆发）后，中国画学研究会与湖社画会相继进入了衰落期，活动减少。
一九四九年后，两会重要老会员大多汇聚于北京中国画研究会以及北京中国画院。